# Struktur 90

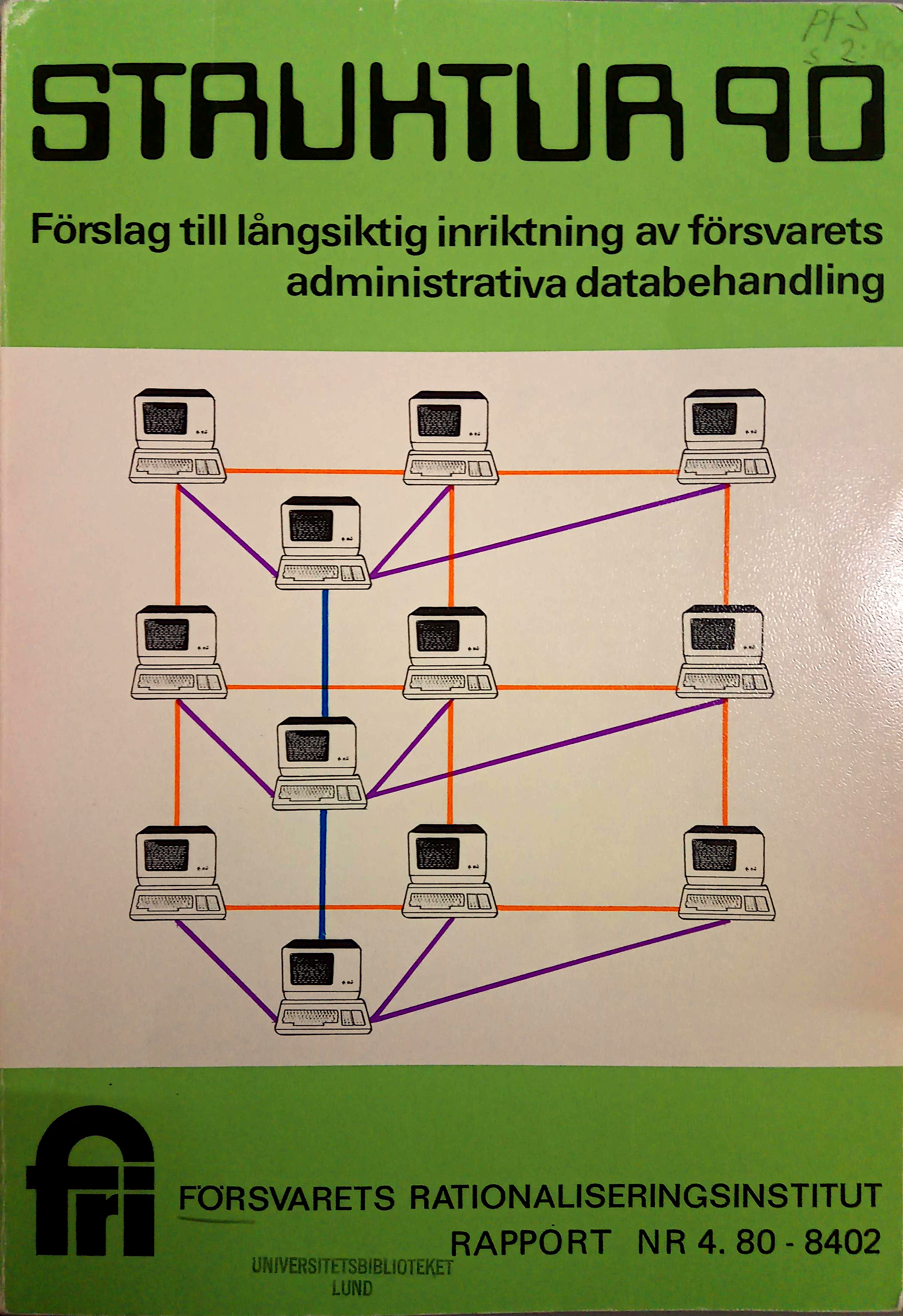
Slutrapporten för Struktur 90

Struktur 90 var en större utvärdering och upphandling av datorsystem för Försvarsmakten som initierades år 1974.
Hösten 1974 överlämnade Försvarets rationaliseringsinstitut ett förslag för långsiktig inriktning av försvarets informationssystem, som då bestod av stordatorer av märket Datasaab D23 och inom ett par år skulle bytas till Saab-Univac Univac 1100. Man tillsatte i samband med detta en projektgrupp som under budgetperioderna 1977-1980 skulle utreda utvecklingen på ADB-området och konsekvenserna för Försvaret under tidsperioden 1985-1995. Projektets slutrapport fick namnet Struktur 90 och publicerades i december 1980.
I rapporten, som granskats av ÖB, CM, CVF, Försvarets civilförvaltning, Fortifikationsverket, Försvarets materielverk, Försvarets forskningsanstalt, Värnpliktsverket, Försvarets datacentral, Statskontoret, Riksrevisionsverket, Styrelsen för teknisk utveckling och Försvarsförbundet presenterade man sin syn på framtidens ADB. Man skriver att Försvaret har tre stordatorer av typen Univac 1100 i Stockholm, Arboga och Karlstad, med c:a 400 anslutna terminaler, och att behovet av datorkraft ökar konstant. För att möta framtidens behov av datorkraft föreslår man att gå ifrån de centrala stordatorerna och istället satsa på lokala och decentraliserade datorsystem. Syftet var att sprida ut såväl systemen som kunskapen om hur man använder dem, det var viktigt att användarna kunde sköta datorsystemen själva. Ett viktigt skäl var att det varit ständiga avbrott i kommunikationen med stordatorerna. Man ville effektivisera driften av lokala och distribuerade system genom att standardisera gränssnittet mot systemen. Man noterade också att medan stordatorernas system var portabla och kunde flyttas mellan olika leverantörer, fanns det en mängd inkompatibla mikrodatorer på marknaden.
Vid någon oklar punkt tycks Försvaret ha beslutat att Unix skulle bli det operativsystem som levererade standardisering. Ett ramavtal (avropsavtal) för ett första steg som kallades 90' (90-prim) gjordes år 1983 för 150-200 Unix-system till försvaret. Huvudleverantörer blev Philips Elektronikindustrier AB (PEAB). Det andra steget, Struktur 90" (bis) påbörjades 1987, med Dataindustrier AB (DIAB) och NCR Corporation som huvudleverantörer.
Detta fick vida konsekvenser då Statskontoret plockade upp idén om decentraliserade Unix-lösningar, Detta kallades för basdatorsatsningen och med basdator menades en minidator till vilken 16-32 användare för "lokala och decentraliserade tillämpningar" kunde anslutas, och man specificerade uttryckligen att dessa basdatorer skulle använda Unix System V som operativsystem och att de skulle ha ett skalprogram. Man skilde tydligt mellan dessa "basdatorer" och persondatorer, begreppet "basdator" ligger nära det vi idag kallar en server. Efter en utvärdering publicerad i januari 1985 upprättade Statskontoret i april år 1985 ett ramavtal (avropsavtal) med fem leverantörer av Unix-system.